# Aname platypus
Aname platypus är en spindelart som först beskrevs av Ludwig Carl Christian Koch 1875.  Aname platypus ingår i släktet Aname och familjen Nemesiidae. Inga underarter finns listade i Catalogue of Life.